# Thermenmuseum
Het Thermenmuseum is een oudheidkundig museum in het centrum van de Nederlands-Limburgse stad Heerlen. Het museum is geopend in 1977 en is gebouwd rond de opgraving van een Romeins badhuis, dat het oudste, grootste en best bewaarde antieke gebouw in Nederland is.

## Geschiedenis badhuis

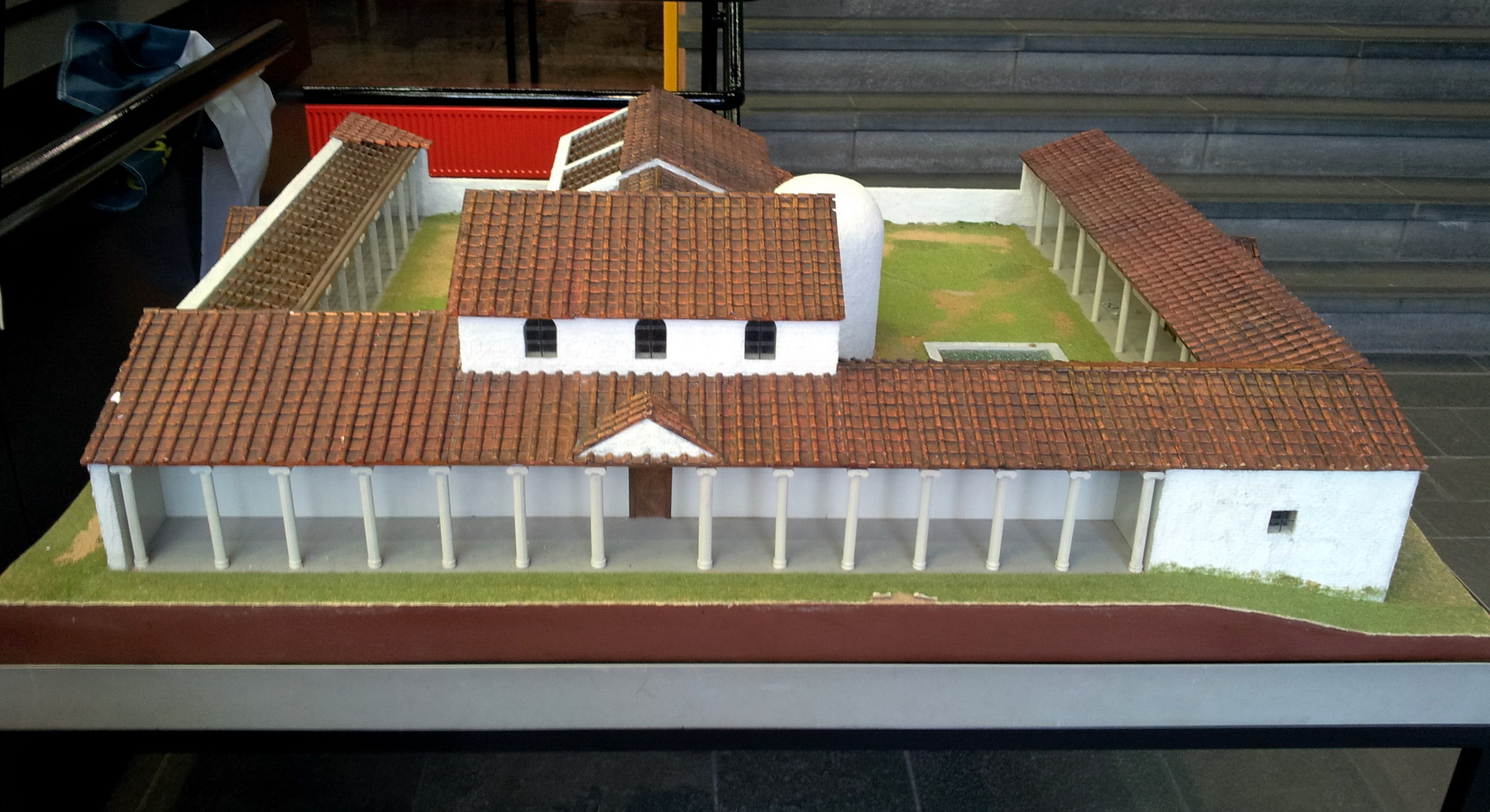
Reconstructiemodel badhuis

In 1940 werd in het centrum van Heerlen het fundament ontdekt van een thermencomplex, het tot nu toe belangrijkste bouwwerk van de Romeinse nederzetting Coriovallum. Een boer die het braakliggende grasland aan het omploegen was bleef op 18 juni van dat jaar met zijn ploeg in een deel van een zuilschacht steken. Later werden nog drie zuilfragmenten gevonden. Een aantal dagen later begon amateurarcheoloog dr. H.J. Beckers, geholpen door vrijwilligers, met een grote opgraving en in 1941 waren de voor Nederland imposante archeologische resten blootgelegd. Men dekte het terrein af met een laag zilverzand met de bedoeling om het later weer te ontgraven. Dat gebeurde in 1975, waarna de opgraving werd opgenomen binnen de muren van een nieuw gebouwd museumcomplex. Het Thermenmuseum is sinds 1977 geopend voor publiek.
Het belang van de vondst werd vrijwel meteen ingezien. In 1948 publiceerde A.E. van Giffen 'Thermen en castella te Heerlen-Coriovallum', het eerste en tot nu toe enige wetenschappelijk rapport over dit Romeins badhuis. Van Giffen concludeerde dat het badhuis in twee fasen gebouwd was: de eerste fase uit de eerste eeuw na Christus en enkele decennia later een uitbreiding en verbouwing. Volgens conservator en archeoloog Karen Jeneson kwam het gebouw tot stand omstreeks het jaar 40 na Chr. Hoewel het opgaande muurwerk bijna geheel verdwenen is, kan men zich aan de hand van funderingen en vloerniveaus nog een goede voorstelling maken van het badhuis. Het bestond uit een ommuurd terrein met daarbinnen een badgebouw van 50 bij 50 meter. Via een overdekte zuilengalerij kwam men achtereenvolgens in een kleedruimte (apodyterium), een zweetruimte (sudatorium), twee dompelbaden (frigidaria), een verwarmde massageruimte (tepidarium) en een warmwaterbad (caldarium). Indrukwekkend zijn de restanten van het hypocaustum (vloerverwarmingssysteem). Ook is een fragment van een mozaïekvloer in een van de frigidaria bewaard gebleven. Buiten was er nog een openluchtbad (natatio), kon er gesport worden in een speciaal daarvoor aangelegde ruimte (palaestra), en waren er toiletten en kleine winkeltjes.
In 2013 luidde conservator Karen Jeneson de noodklok met de mededeling dat de opgravingssite op 17 plaatsen instabiel is en op zeker 138 plekken beschadigd. De beschadigingen zijn ontstaan enerzijds door de ongunstige klimaatomstandigheden in de museumhal met extreme temperatuurschommelingen en te hoge vochtigheidsgraad, anderzijds door bezoekers die over de balustrade klimmen en zich op het terrein begeven. Het gebouw moet dringend gerestaureerd worden, waarbij het plan bestaat om tegelijkertijd nieuw archeologisch onderzoek te laten plaatsvinden, vanwege het vermoeden dat het badhuis een eeuw ouder is dan gedacht. Dit onderzoek is in 2015 van start gegaan. Eind 2017 hoopt men met de restauratie en uitbreiding van het museumgebouw te beginnen, dat in 2020 voltooid moet zijn. Het huidige museum zal dan nog slechts dienen om de archeologische opgraving te tonen; de museumcollectie en de kantoren verhuizen naar een nieuw gebouw aan de overkant van de Coriovallumstraat, dat door een tunnel met het oude gebouw verbonden zal worden.

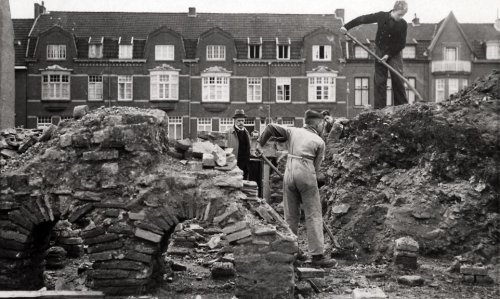
Opgraving 1940
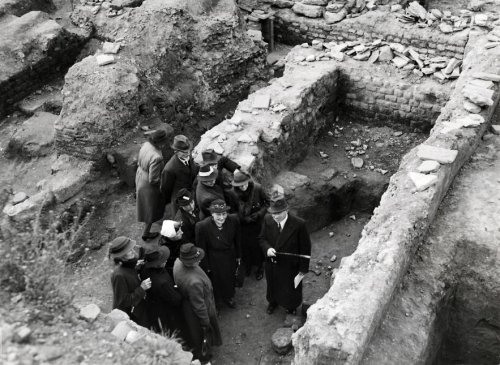
Opgraving 1940
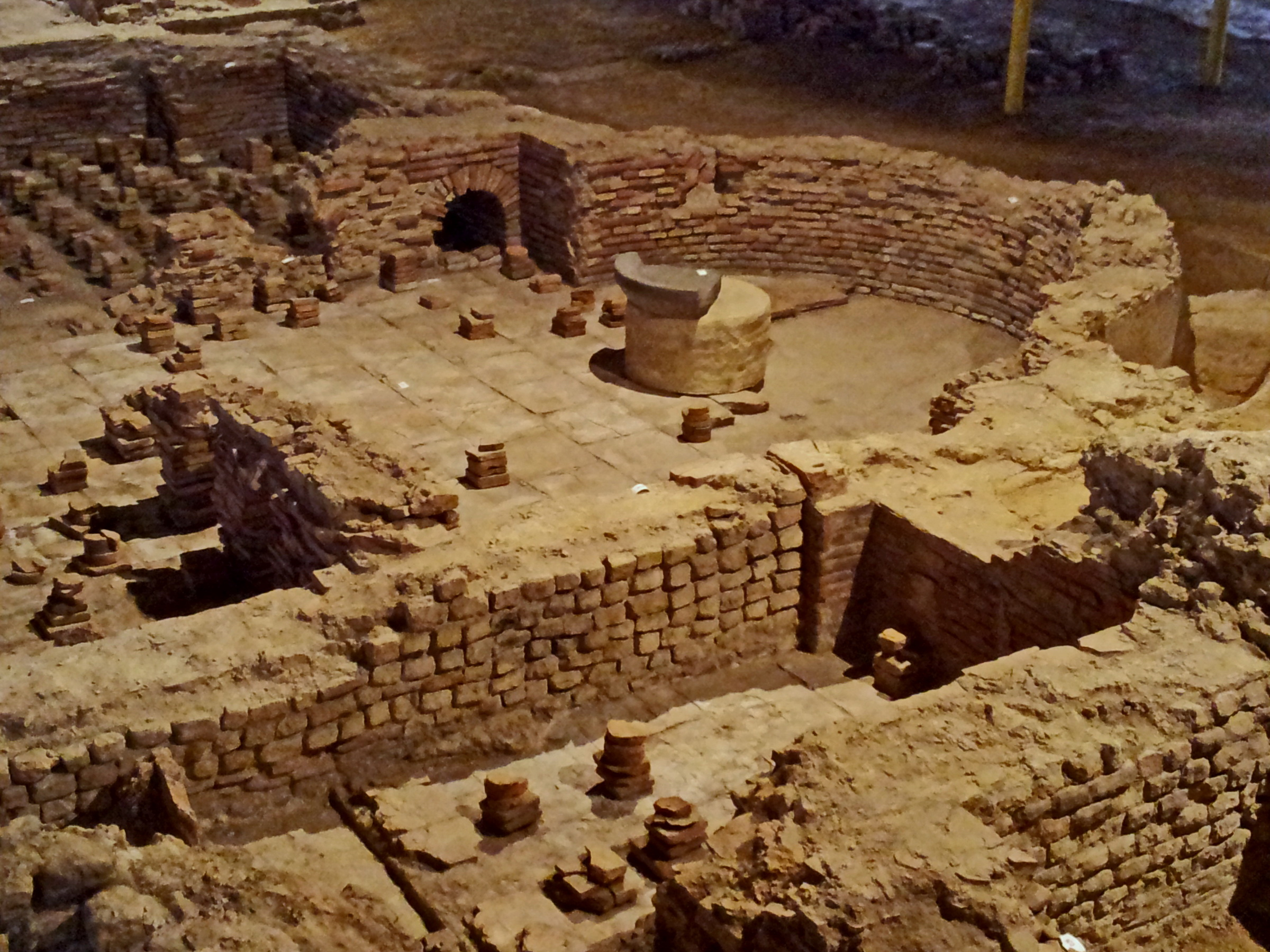
Geconserveerde opgraving
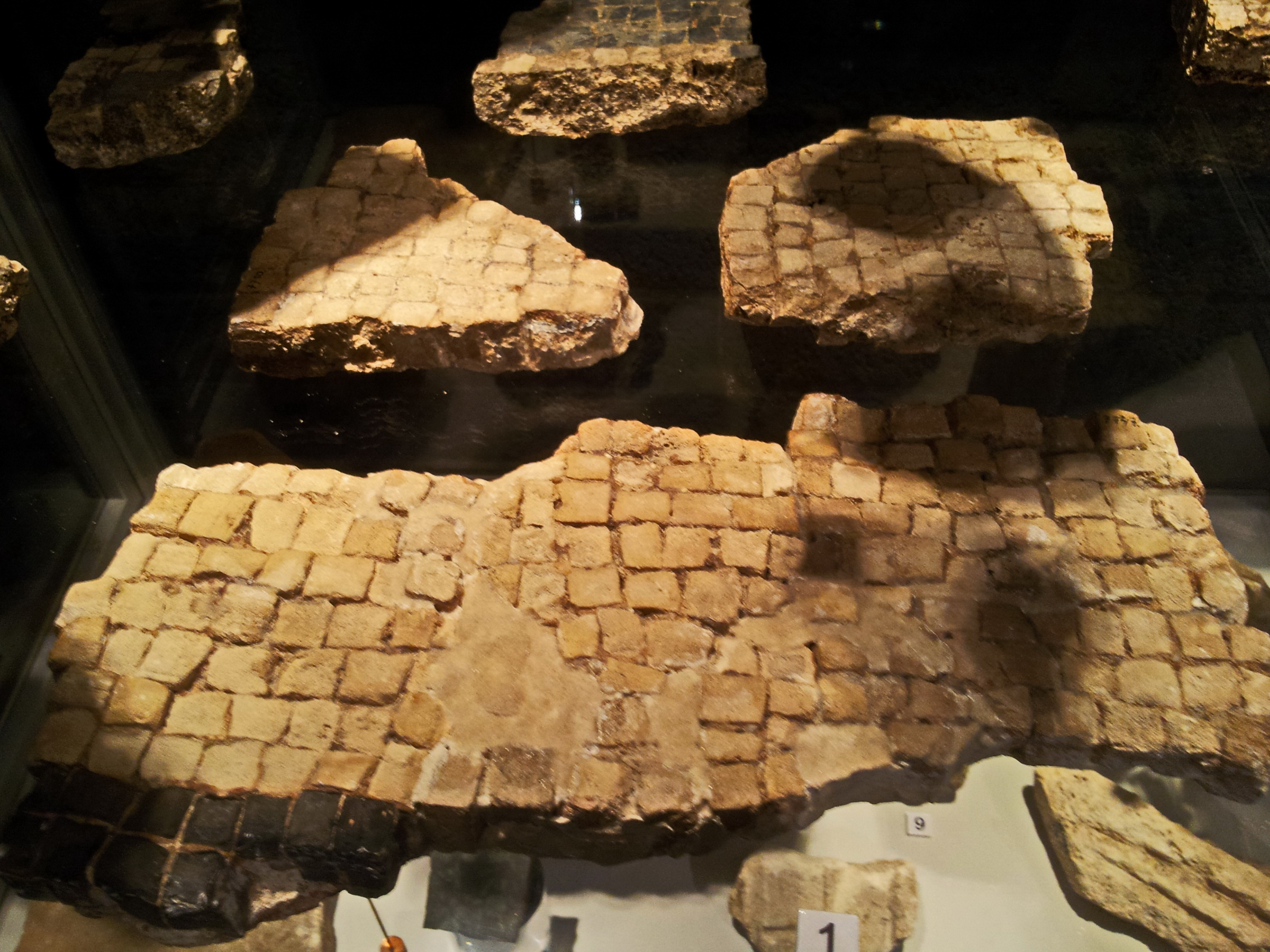
Restanten mozaïekvloer

## Beschrijving museum
In het Thermenmuseum zijn niet alleen de resten van het Romeinse badhuis te bewonderen maar ook vele archeologische voorwerpen die in de regio Heerlen zijn gevonden. In het museum was tot augustus 2022 ook het regionaal archief Rijckheyt ondergebracht met een servicebalie en een studiezaal. Verder is er een aula voor lezingen en een aparte filmzaal. Bij het museum is een kleine museumwinkel. Er is geen museumrestaurant, wel een koffie- en frisdrankautomaat.

### Gebouw
De eerste plannen voor een overkapping van de opgravingen waren al in 1941 gemaakt door de tijdens de opgraving aanwezige architect Frits Peutz. Het ontwerp werd in 1975 uitgewerkt door het Bureau Peutz, dat door zijn zonen was voortgezet. Het museumcomplex bestaat in feite uit drie delen. In het entreegebouw zijn onder andere de kassahal, een ruimte voor tijdelijke tentoonstellingen, de filmzaal, de aula, de studiezaal van het archief en de garderobes en toiletten ondergebracht. Boven het entreegebouw 'zweeft' een betonnen archieftoren. Aan de achterzijde van het complex ligt een expositiezaal voor de vaste collectie. Tussen deze twee bouwdelen ligt de grote expositiehal van 50 x 55 meter met stalen overkapping, die de opgraving van het badhuis overdekt. De overkapping rust op slechts vier stalen kolommen, zodat vanaf een stalen loopbrug een vrij uitzicht op de opgravingsrestanten wordt verkregen.

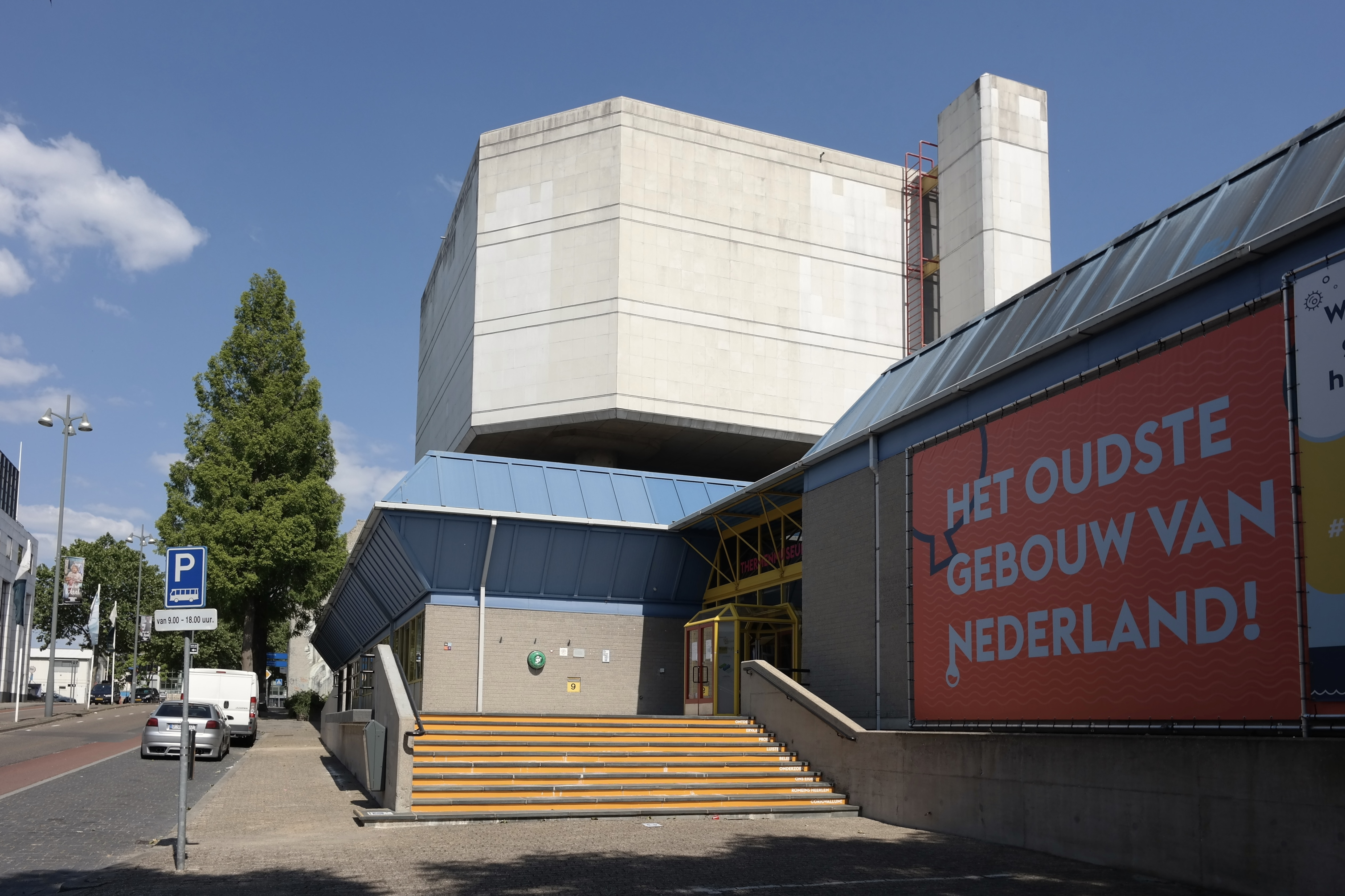
Ingang aan de Coriovallumstraat
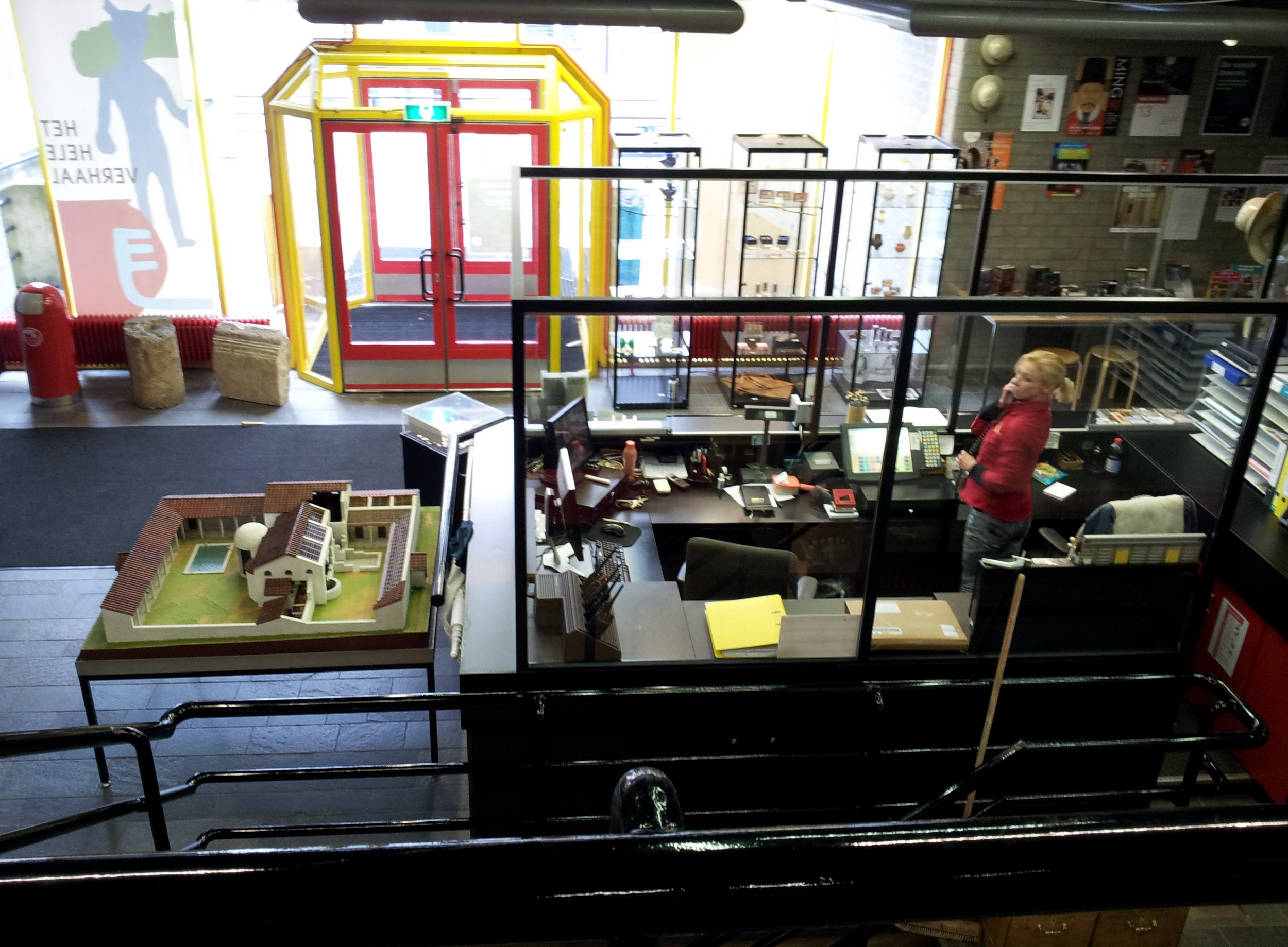
Entree en maquette
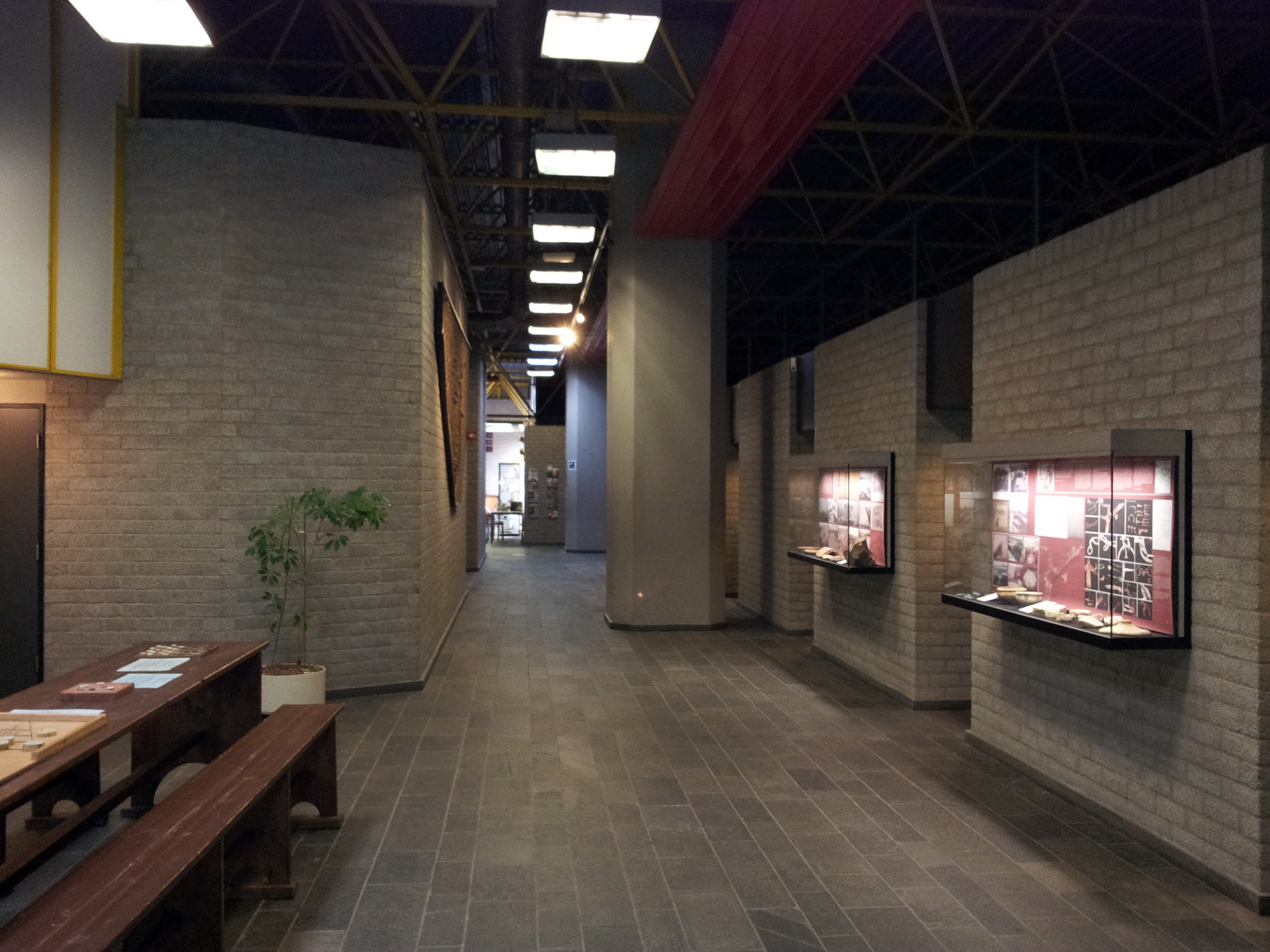
Interieur, audiovisuele ruimte
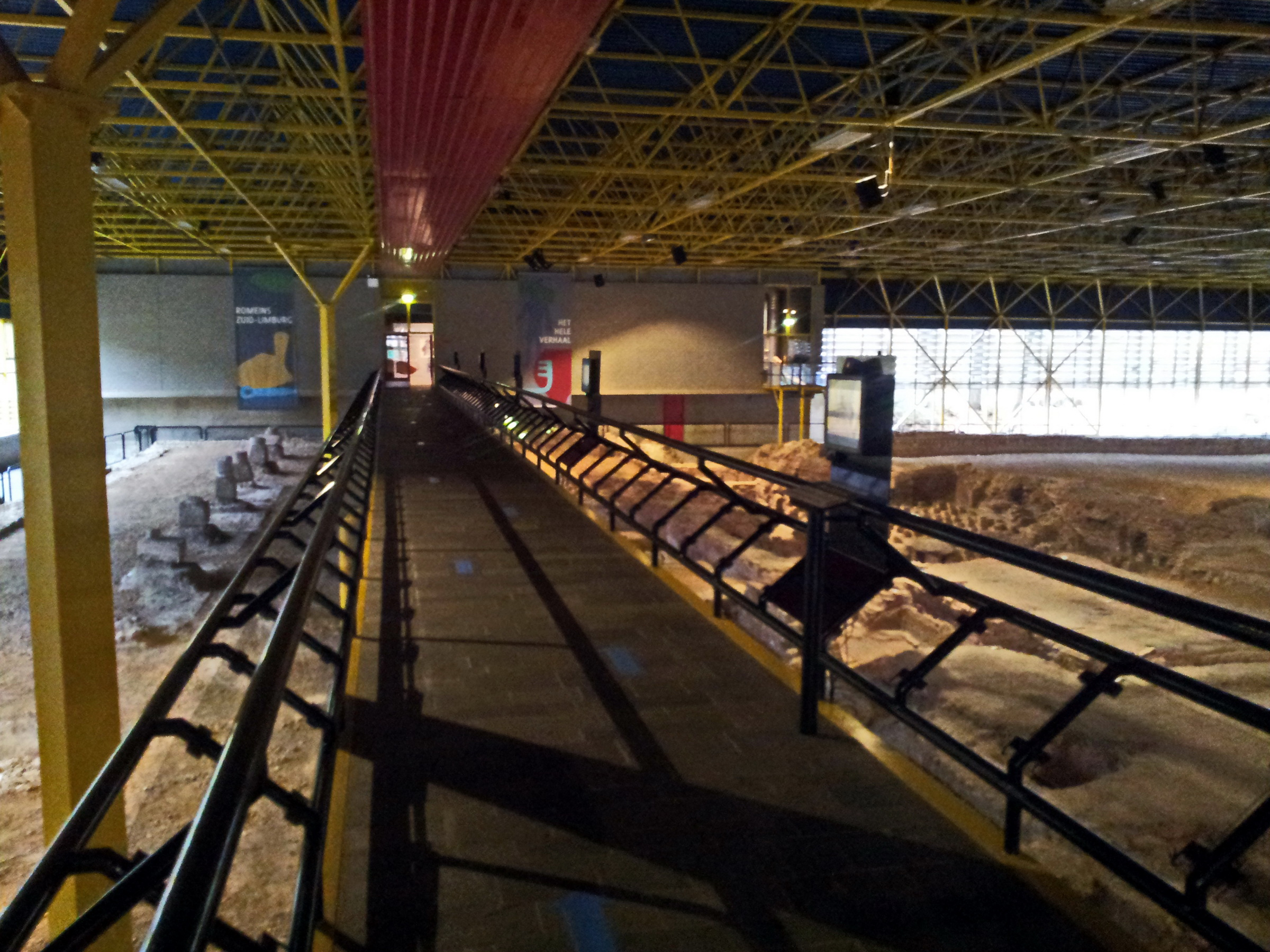
Loopbrug opgravingssite

### Collectie
Het Thermenmuseum bezit een collectie van circa 30.000 kunst- en gebruiksvoorwerpen uit de Romeinse tijd, voornamelijk afkomstig van opgravingen in Heerlen en omgeving. Behalve een schaalmodel van het badhuis, bezit het museum een opengewerkte maquette van de Romeinse villa Vaesrade, die geldt als een typisch voorbeeld van de villae rusticae in de omgeving van Heerlen.

#### Kunstvoorwerpen
In de collectie bevinden zich enkele fragmenten van vrijstaande beelden en reliëfs, en verder diverse gebeeldhouwde architectuurfragmenten, votiefstenen, grafstenen en de zogenaamde mijlpalen van Eygelshoven. Bijzonder is ook de replica van de sarcofaag van Simpelveld, waarvan het origineel zich in het Rijksmuseum van Oudheden in Leiden bevindt.

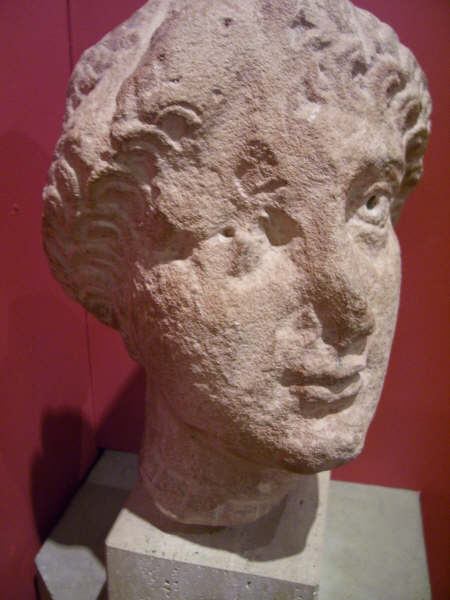
Vrouwenkopje
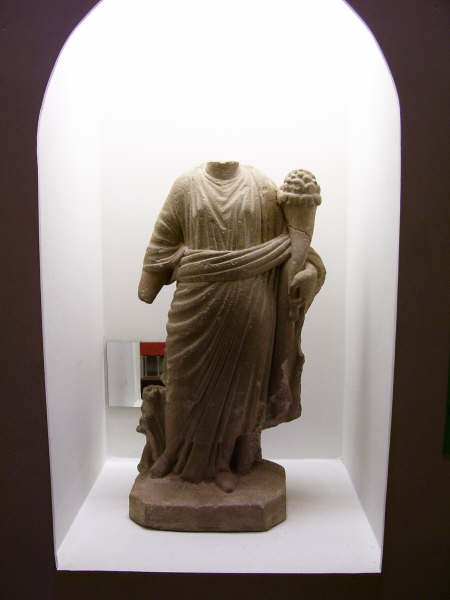
Fortuna
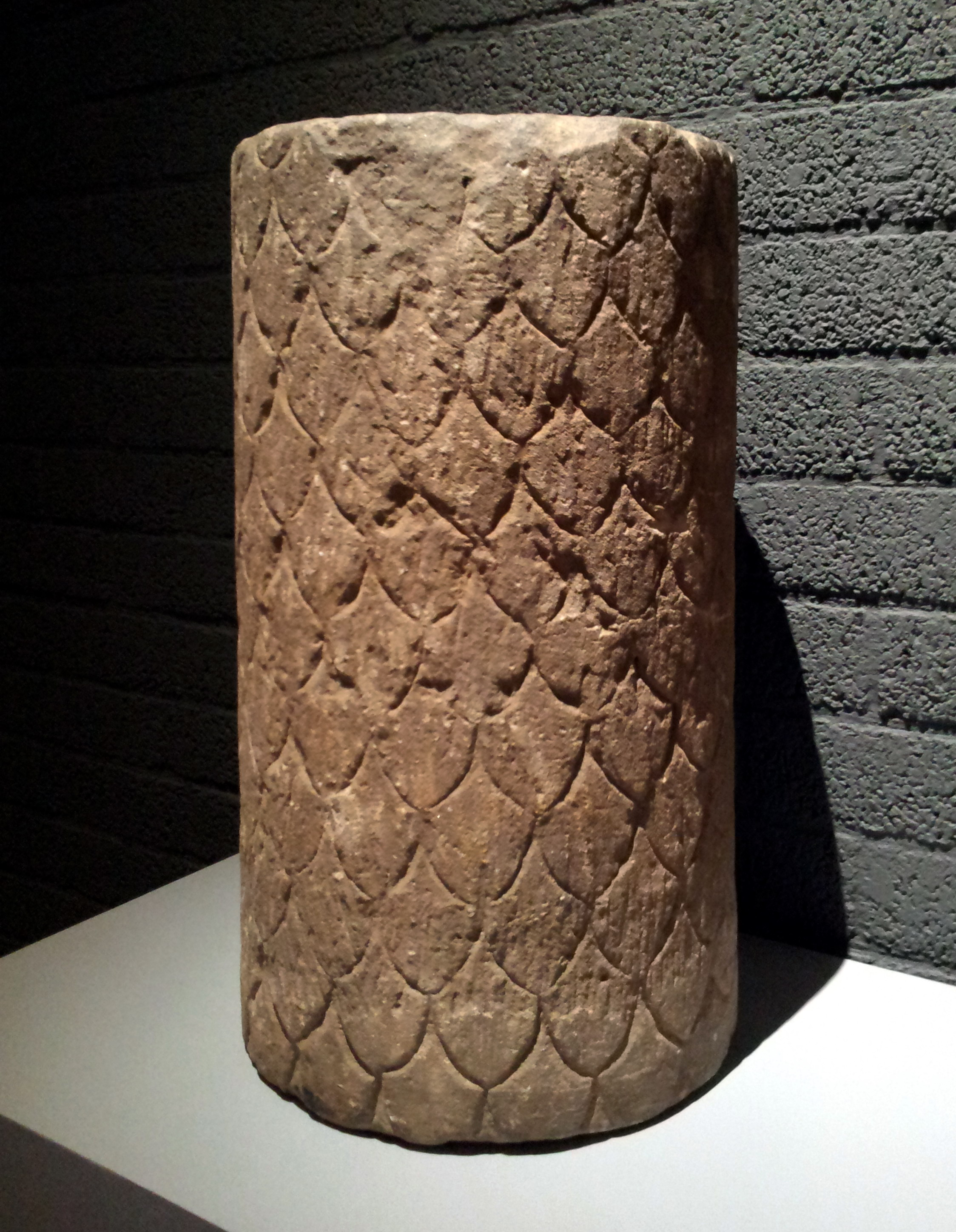
Deel Jupiterzuil
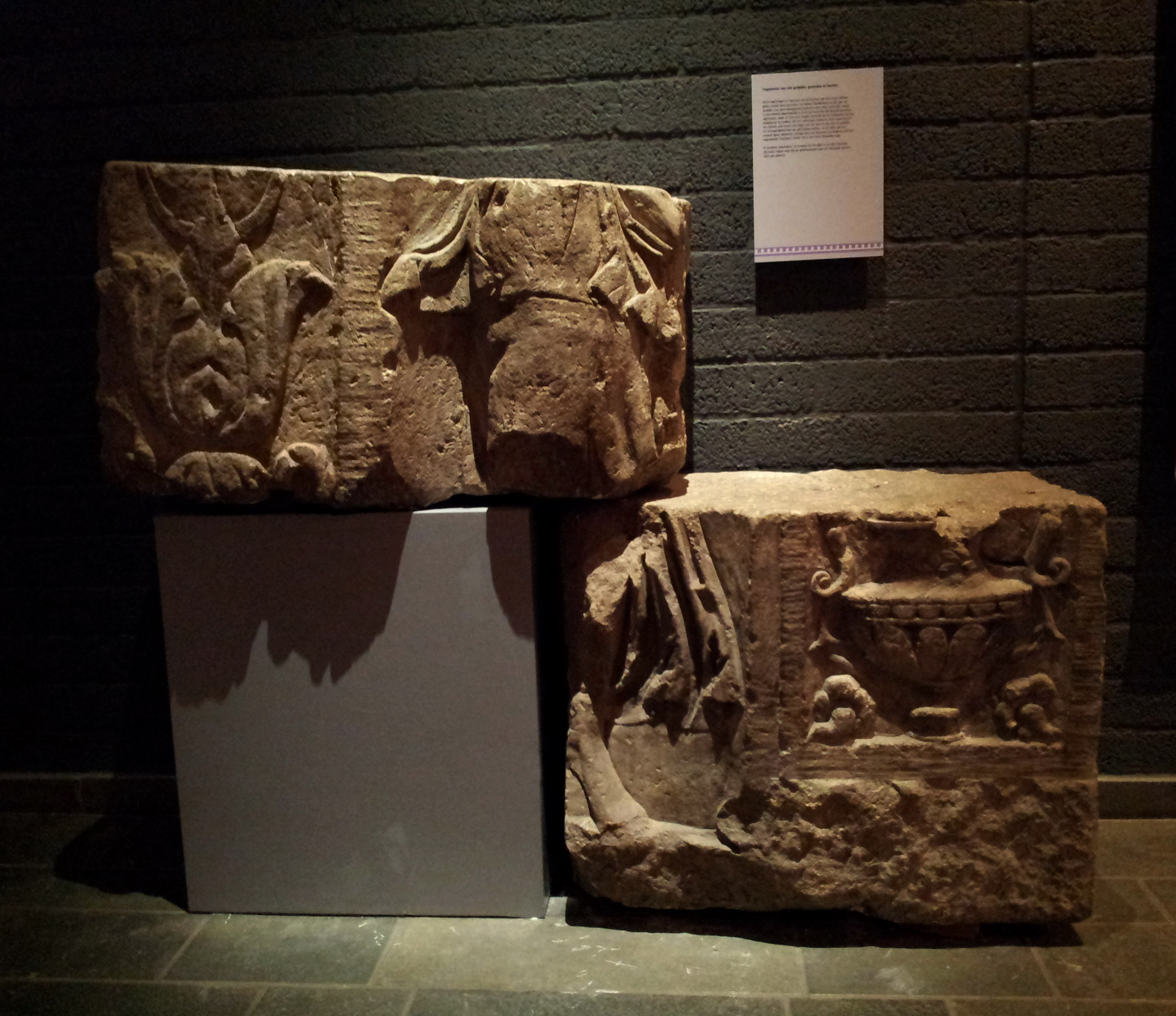
Grafstenen

#### Gebruiksvoorwerpen
Het museum bezit verder een grote verzameling gebruiksvoorwerpen van metaal, aardewerk en glas. Een deel daarvan werd als grafgift aan de doden meegegeven. Tot de topstukken behoort de zogenaamde 'kruik van Lucius', een grote voorraadkruik met een inscriptie van de Heerlense pottenbakker Lucius.

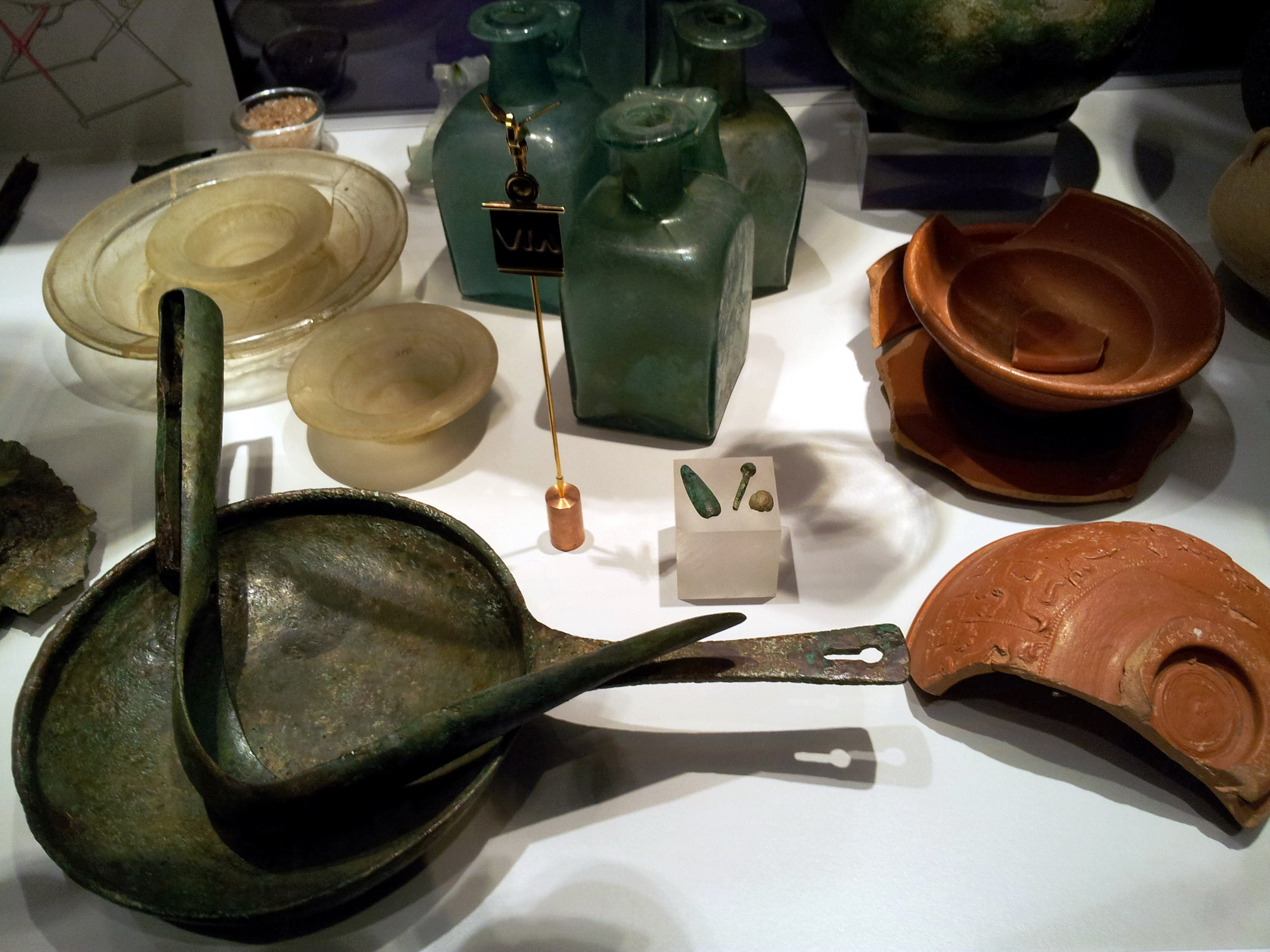
Grafbijgiften
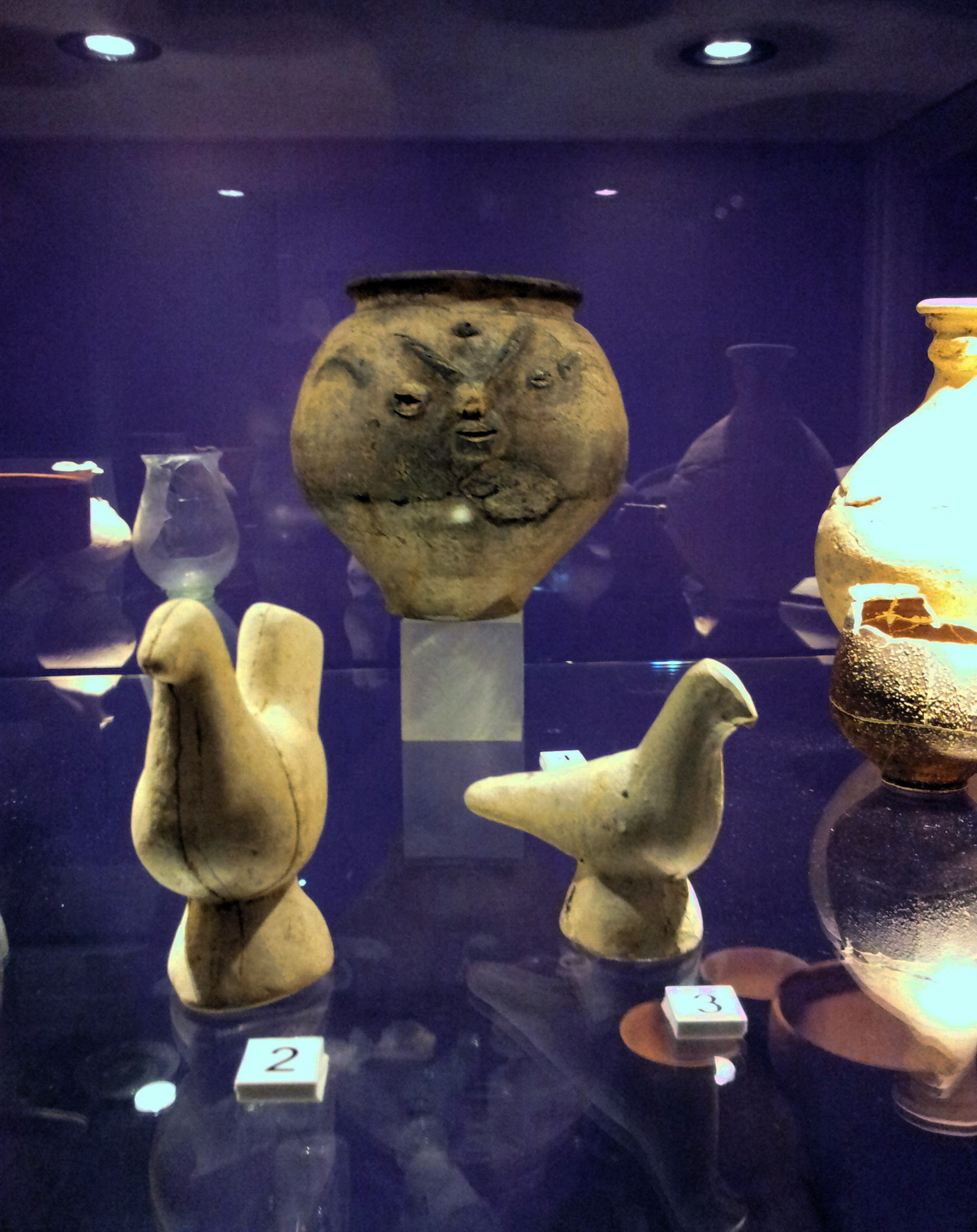
Grafbijgiften
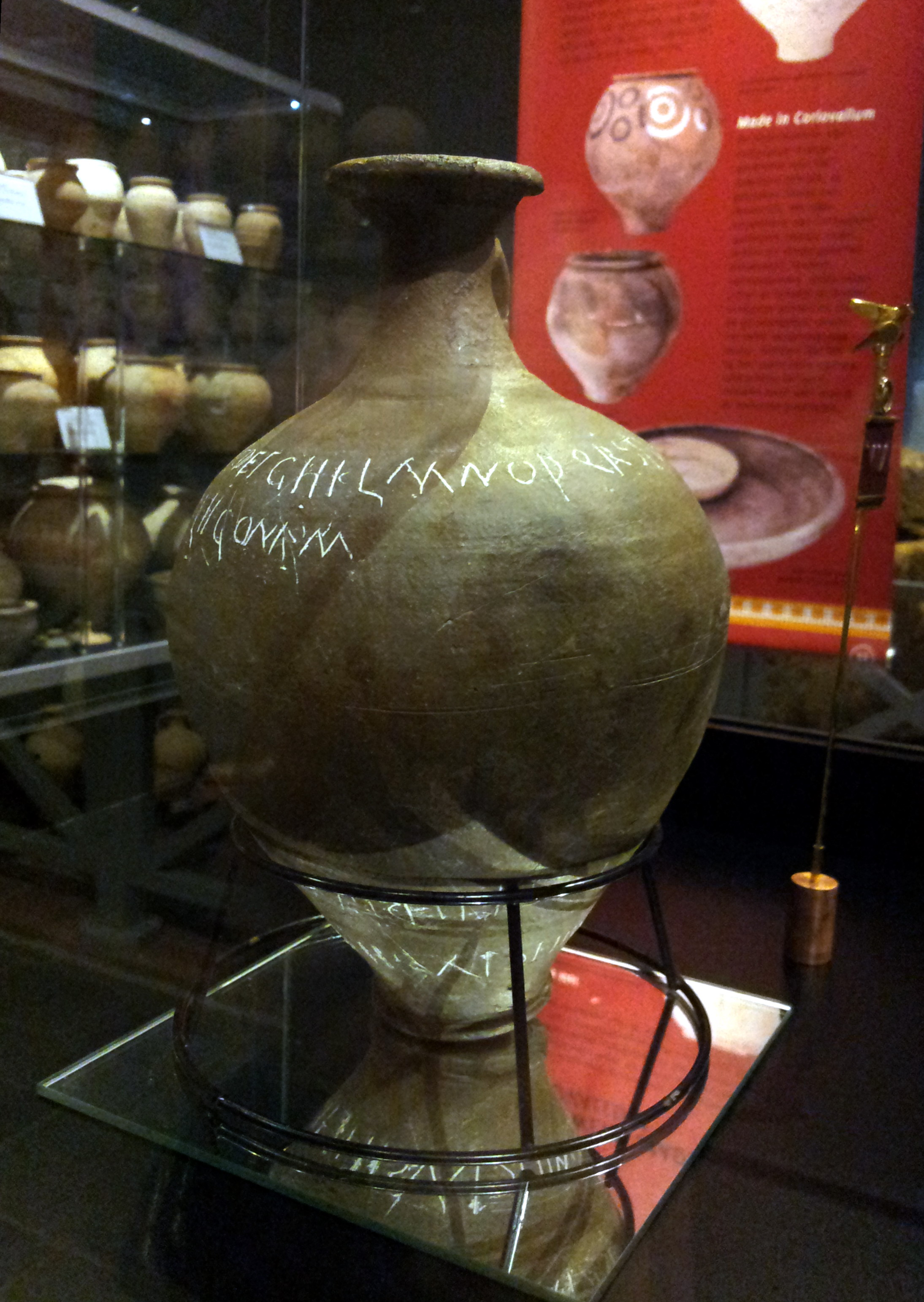
Kruik van Lucius
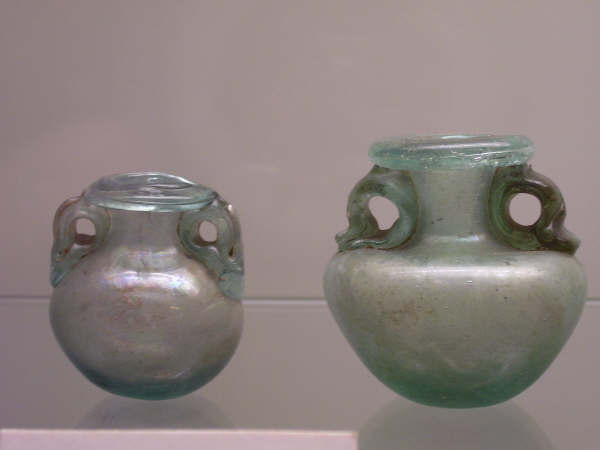
Romeins glas